# 比洛沃德斯凱
50°39′0″N 33°28′32″E / 50.65000°N 33.47556°E
比洛沃德斯凱（烏克蘭語：Біловодське）是位於烏克蘭東北部的鄉村居民點，由蘇梅州羅姆內區的羅姆內市鎮負責管轄。該鄉處於博布里克河左岸，分別距離比洛沃德1.5公里和馬爾基夫斯凱2公里，海拔高度116米，2001年人口59。